# Tony Agostini
Tony Agostini (né Antoine Sylvestre Agostini) est un artiste peintre et lithographe de l'École de Paris né le 29 avril 1916 à Bastia (Corse), mort le 30 mai 1990 à Antony (Hauts-de-Seine).

## Biographie
Tony Agostini est un peintre autodidacte. Bien que passionné très jeune pour Rembrandt et Paul Cézanne, c'est la perspective d'une carrière administrative  à Paris qui l'amène à s'installer à Montmartre où, en 1944, on le trouve lié à Francis Carco, Marcel Aymé, et surtout le peintre Gen Paul dont il est le voisin dans l'avenue Junot. Tony Agostini fait partie de la fanfare La Chignolle avec Gen Paul, Jean d'Esparbès, Frank-Will, Pere Créixams et Marcel Aymé, et il commence à peindre en 1946, ses premiers thèmes picturaux étant les mouvements de foules et le Paris nocturne. « Peut-être influencé par Gen Paul dans la couleur à la fois heurtée et glauque, il observe quant à la forme les stricts principes cézanniens, parfois infléchis par le cubisme ».
S'orientant ensuite vers les paysages, les intérieurs d'atelier et plus essentiellement vers la nature morte (thème majeur dans son œuvre lithographique), ses pratiques personnelles de l'équitation, du cyclisme et surtout du rugby donnent néanmoins sens à son envoi au Salon des peintres témoins de leur temps de 1957 d'une « vaste toile » intitulée Rugby - Le plaquage. C'est en cette même année 1957 que Tony Agostini s'installe à Antony, dans un premier temps au 3, rue d'Alsace-Lorraine, puis au 7, rue des Augustins où il vivra jusqu'à sa mort.

## Éditions d'art
- Marc Blancpain, Le Manoir du désert, enrichi de dix lithographies originales de Tony Agostini, 160 exemplaires numérotés, Éditions Les bibliophiles et graveurs d'aujourd'hui, 1967.

## Expositions

### Expositions personnelles
- Galerie Visconti, Paris, 1948 (Les mouvements de foule), 1949, 1951, 1952, 1953[6].
- Galerie Ruth Justers, New York, 1959, 1962.
- Galerie Charpentier, Paris, 1957, 1963.
- La Maison de la lithographie, Paris, décembre 1964 - janvier 1965.
- Galerie Guigné, Paris, décembre 1976 - janvier 1977.

### Expositions collectives
- Salon des peintres témoins de leur temps, musée Galliera, Paris, 1953, 1954, mars-mai 1957[Note 1], 1959, mars-mai 1961[Note 2].
- Fleurs - Vingt-cinq jeunes peintres : Tony Agostini, Paul Aïzpiri, Richard Bellias, Bernard Buffet, Jean Commère, Roger Lersy, Jean Navarre, Michel Patrix, Paul Rebeyrolle, Gaston Sébire, Andrés Segovia…, galerie Visconti, Paris, juin 1953.
- La mer vue par trente jeunes peintres, Galerie Visconti, Paris, juin 1954.
- Portraits par trente jeunes peintres, Galerie Visconti, Paris, juin 1955.
- Découvrir, galerie Charpentier, Paris, 1955.
- L'École de Paris, galerie Charpentier, Paris, de 1955 à 1959[6] ».
- Haus der Kunst, Munich, 1956.
- Prix Greenshields, Galerie Charpentier, Paris, 1957[7].
- Salon des Tuileries, Paris, 1957[6].
- Formes et couleurs, galerie Charpentier, Paris, 1961.
- Voss Smith Collection, Museum of Modern Art of Australia, Sydney, juillet 1962[8].
- Salon d'Antony, Cercle culturel et artistique, Antony, 1974, 1986 (Tony Agostini invité d'honneur), 1992 (hommage à Tony Agostini).
- Salon Thomson-CSF, Cholet, 1977, 1980.

## Réception critique
« Son goût extrême pour l'objet se donne libre cours dans des natures mortes très équilibrées dans lesquelles dominent les gris et les rouges. Ses derniers tableaux indiquent plus d'audace dans la déformation. L'artiste pourtant ne croit pas à l'abstraction pure. "Quand on ne sait pas dessiner une bouteille, comme tant de gens de notre époque, dit-il, on peut toujours faire quelque chose avec de jolies taches de couleurs, mais cela ne suffit pas". »

— René Barotte

« De la nature que l'on ose dire morte par un défaut du sacre qui précipite les objets sous la lumière d'une vie autre, Tony Agostini compose la matière chaleureuse des bouquets et des coupes dont l'enchantement se découvre, aux frontières de l'apparence, dans l'antagonisme dynamique des valeurs. Voilà douze ans que je vois avancer Agostini, à travers les chicanes de l'esthétique, sur le chemin de crête où le domaine infiguré du peintre s'ouvre au souffle de l'inspiration. Pour témoigner de notre temps, aujourd'hui le paysage d'Agostini s'arrache à la grande nuit de la mémoire. Son paysage parle de la solitude et il s'anime dans l'angoisse... Peindre, c'est illuminer mais donner de la lumière appartient à ceux qui voient naître la scintillante aurore d'un langage. Le paysage d'Agostini s'approche des paroles qui partent du cœur et communiquent la ferveur. »

— Edmond Humeau

« La peinture de Tony Agostini est une leçon d'optimisme, un hymne au bonheur. »

— Roger Peyrefitte

« Parfois considéré comme le maître des natures mortes, Tony Agostini a, dans ce genre particulier, un répertoire qu'il a perfectionné en plus de quarante ans de carrière... Donatella Picault, dans Le Nouveau Journal : "Ses toiles, d'un chromatisme luxuriant et brillant, à dominantes de bleus, mauves, verts et rouges intenses, étincellent de mille feux, proches souvent de l'émail ou du gemmail, exécutées à l'aide d'une belle matière qui les rend précieuses telles que des bijoux. Beaucoup de fleurs et de fruits, d'une riche polychromie : voici L'assiette bleue à la grappe, la Carafe fleurie, le Bol de cerises, L'hortensia au violon, et aussi Soleil d'automne. Un beau peintre, maître d'une technique picturale sensuelle et d'une science absolue dans le maniement des couleurs". »

— Pierre-Claude Giansily

## Prix et distinctions
- Prix Prestige des arts[6].
- Grand Prix international du gemmail, Tours, 1966[12].

## Musées et collections publiques

### Allemagne
- Pinakothek der Moderne, Munich.

### France
- Musée Fesch, Ajaccio.
- Musée Toulouse-Lautrec, Albi.
- Musée Matisse du Cateau-Cambrésis.
- Musée d'art moderne de la ville de Paris : 
  - Grappe, lithographie[13].
  - Nature morte, lithographie, vers 1959[14].
- Musée du Gemmail, Tours.
- Centre national des arts plastiques, dont dépôts[6]:
  - Ambassade de France à La Paz (Bolivie), Nature morte au bouquet et au compotier, huile sur toile 60x73cm, 1958.
  - Conseil économique, social et environnemental, Paris, Mon atelier, huile sur toile 116x89cm, 1955 ; Paysage de Bretagne, huile sur toile 81x65cm, 1956.
  - Mairie de Décines-Charpieu, Paysage de neige à Boulogne-sur-Seine, huile sur toile 89x116cm, 1954.
  - Mairie de Courpalay, Fanfare à Montmartre, huile sur toile 73x60cm, 1952.

### Pays-Bas
- Stedelijk Museum, Amsterdam.

### Suisse
- Musée d'art de Pully (Suisse)[15].

## Collections privées
- Jean Bouret, Vase de fleurs jaunes, huile sur toile 27x19cm[16].
- Greta Garbo, New York.
- Claudette Colbert, New York.
- Albert Huyot, La cathédrale Notre-Dame, huile sur toile 92x73cm[17].
- Roger Peyrefitte, Maternité, dessin à la plume[18].
- Jean-Louis Meunier, Nîmes.
- Hugo Bouras-Vignal, Manduel, "Composition aux deux bouquets", huile sur toile.
- Voss Smith Collection, Melbourne[8]